# John Pakington
John Somerset Pakington, 1. baron Hampton GCB (ur. 20 lutego 1799, zm. 9 kwietnia 1880 w Londynie) – brytyjski polityk, członek Partii Konserwatywnej, minister w rządach lorda Derby’ego i Benjamina Disraelego.

## Życiorys
Urodził się jako „John Somerset Russell”. Był synem Williama Russella i Elizabeth Pakington. Wykształcenie odebrał w Eton College oraz w Oriel College na Uniwersytecie Oksfordzkim. W 1830 r. odziedziczył posiadłości swojego wuja, sir Johna Pakingtona, 8. baroneta, i zmienił nazwisko na Padington.
W 1837 r. został wybrany do Izby Gmin jako reprezentant okręgu Droitwich. W 1852 r. był przez pewien czas ministrem wojny i kolonii. W latach 1858–1859 i 1866-1867 był pierwszym lordem Admiralicji. Do 1868 r. sprawował funkcję ministra wojny.
Od 1846 r. nosił tytuł baroneta. W 1874 r. otrzymał tytuł 1. barona Hampton i zasiadł w Izbie Lordów. W latach 1861–1863 był prezesem Królewskiego Towarzystwa Statystycznego. W 1875 r. objął stanowisko głównego komisarza Służby Cywilnej. W 1859 r. został kawalerem Krzyża Wielkiego Orderu Łaźni.
Był trzykrotnie żonaty – z Mary Slaney, Augustą Murray i Augustą Champion de Crespigny. Z małżeństw tych doczekał się dwóch synów – Johna, 2. barona (z pierwszego małżeństwa), i Herberta, 3. barona (z drugiego małżeństwa).